# خوان رامون روتشا
خوان رامون روتشا (8 مايو 1954 في إسبانيا - ) هو مدرب كرة قدم ولاعب كرة قدم أرجنتيني ويوناني في مركز الوسط. شارك مع منتخب الأرجنتين لكرة القدم. أما مع النوادي، فقد لعب مع أتلتيكو جونيور وباناثينايكوس وبوكا جونيورز ونيولز أولد بويز.

## وصلات خارجية
- خوان رامون روتشا على موقع قاعدة بيانات كرة القدم.إي يو (الإنجليزية)
- خوان رامون روتشا على موقع ناشيونال فوتبول تيمز (الإنجليزية)
- خوان رامون روتشا على موقع Soccerway.com (الإنجليزية)
- خوان رامون روتشا على موقع عالم كرة القدم.نت (الإنجليزية)